# 로물루스 (위성)
로물루스(영어: Romulus)는 중앙 소행성대 소행성 87 실비아의 바깥쪽 위성으로, 실비아의 다른 위성인 레무스와 유사하게 거의 원형의 적도 궤도를 돈다. 로물루스는 2001년 2월 마이클 E. 브라운과 장루크 마고가 켁 망원경을 사용하여 발견하였다.
로물루스의 정식 명칭은 (87) 실비아 I 로물루스로, 임시 명칭은 S/2001 (87) I 이었다. 이름은 레아 실비아의 자식인, 로마의 전설적인 설립자인 로물루스에서 따 왔다.
실비아는 밀도가 낮기 때문에 소행성 간의 충돌로 형성된 잔해가 다시 뭉친 돌무더기 천체로 추정되고 있으며, 그렇기 때문에 로물루스와 레무스는 실비아가 생겨난 충돌에서 같이 형성된, 더 작은 돌무더기로 예상된다. 만약 이 가설이 사실이라면 로물루스의 반사율과 밀도는 실비아와 유사할 것이다.
로물루스의 궤도는 상당히 안정적이라고 예측된다. 로물루스는 실비아의 힐 반지름의 1/50 정도 되는 지점에 위치하여, 힐 권 내부에 들어와 있으며, 동기 궤도 지점보다는 바깥에 위치한다.
로물루스의 표면에서 실비아의 겉보기 크기는 16°×10°이며, 레무스의 겉보기 크기는 0.19° ~ 0.62° 사이에서 변한다. 참고로 지구에서 본 달의 겉보기 크기는 약 0.5°이다.

## 같이 보기
- 87 실비아
- 레무스 (위성)